# مایک بت
مایکل فیلیپ بَـت (انگلیسی: Michael Philip Batt؛ ‏ ۶ فوریهٔ ۱۹۴۹) خواننده-ترانه‌پرداز، موسیقی‌دان، تنظیم‌کننده، تهیه‌کننده موسیقی، رهبر ارکستر و نایب‌رئیس پیشین صنعت ضبط صدای بریتانیا بود.
او بود که کتی ملوآ را کشف کرد و در بریتانیا بابت ساخت آهنگ برای گروه موسیقی وامبل‌ها شهرت دارد. در واقع او این گروه پاپ نوآورانه وامبل‌ها را ضبط آهنگ متن سریال انیمیشن بی‌بی‌سی وامبل‌ها بنیان نهاد. مایک بت اولین آلبوم کتی ملوآ به نام جستجو را متوقف کنید و همچنین آهنگ‌های دو آلبوم بعدی‌اش را نوشت، تنظیم و تولید کرد. او همچنین آهنگ «چشمان روشن» را برای فیلم انیمیشن تپه خرگوش‌ها (۱۹۷۸) نوشت.
مایک بت در بسیاری از ارکسترهای مشهور جهان نیز رهبری کرده است که از آن میان می‌توان به ارکستر سمفونیک لندن، ارکستر رویال فیلارمونیک، ارکستر فیلارمونیک لندن، ارکستر سمفونیک سیدنی و ارکستر فیلارمونیک اشتوتگارت اشاره نمود.